# 南部町立向小学校
南部町立向小学校（なんぶちょうりつ むかいしょうがっこう）は、青森県三戸郡南部町大向にあった公立小学校。

## 概要
旧南部町の一部を学区とした。

## 沿革
- 1876年（明治9年） - 民家を借り、大向小学開校する[2]。
- 1877年（明治10年） - 大向字飛鳥に校舎を新築。
- 1887年（明治20年） - 小学校令により、大向尋常小学校と改称。
- 1892年（明治25年） - 大向尋常小学校と改称。
- 1893年（明治26年） - 字飛鳥20番2号（現在地）に校舎移転。
- 1901年（明治34年）7月15日 - 新校舎竣工。
- 1918年（大正7年） - 高等科を併置し、大向尋常高等小学校と改称。
- 1926年（大正15年） - 小向尋常小学校本校と二又分教場を併合し、それぞれ小向分教場・二又分教場として設置。
- 1933年（昭和8年） - 校旗制定。
- 1937年（昭和12年）
  - 2月1日 - 校歌制定。同日、小向分教場廃止。
  - 4月25日 - 木造の新校舎落成。
- 1941年（昭和16年）4月1日 - 国民学校令により、向国民学校と改称。
- 1947年（昭和22年）4月1日 - 学校教育法により、向村立向小学校と改称。同日、向中学校を併置し、高等科生を中学校に移籍。
- 1951年（昭和26年）2月8日 - 二又分校（1947年（昭和22年）4月1日に二又分教場から改称）が独立し、向第二小学校となる。
- 1953年（昭和28年）8月27日 - 向中学校第一期工事が落成し、移転。
- 1955年（昭和30年）4月20日 - 向村と平良崎村が合併した南部村発足により、南部村立向小学校と改称。
- 1959年（昭和34年）2月11日 - 南部村の町制施行により、南部町立向小学校と改称。
- 1962年（昭和37年）4月1日 - 沖通小学校を統合。
- 1970年（昭和45年）4月1日 - 二又小学校を統合。
- 1979年（昭和54年）
  - 1月 - 校舎建築[3]。
  - 12月 - 屋体建築[3]。
- 1997年（平成9年）4月 - 校舎耐震改修完了[3]。
- 2004年（平成16年）4月 - 2学期制導入。
- 2009年（平成21年）10月 - 屋体耐震改修完了[3]。
- 2022年（令和4年）10月15日 - 閉校式典挙行[4]。
- 2023年（令和5年）3月31日 - 南部地区の小学校統合により閉校[5][6]。

## 部活動
近隣の南部小学校と活動を行っていた。
- 野球部
- ミニバスケットボール部
- 剣道部
- 卓球部

## 学区
沖田面一部、小向、大向。

## 周辺
- 青森県道258号三戸南部線
- 青い森鉄道青い森鉄道線
  - 三戸駅[7]

## 主な卒業生
- 坂本サトル[8]

## アクセス
- 南部町多目的バス三戸駅線・南部バス「向小学校前」バス停下車。
- 青い森鉄道三戸駅から、
  - 南部町多目的バス三戸駅線で、「向小学校前」バス停まで3分。
  - 徒歩で約1.1km・約16分(最短ルート移動した場合)。
  - 車で約1.2km・約2分(信号待ち含まず)。

## 参考資料
- 『青森県教育史 別巻』（青森県教育委員会・1973年12月20日発行）856頁「学校沿革 小学校 向小学校」